# جلال ایجادی

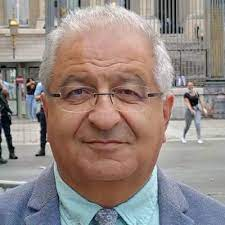
جلال ایجادی

جلال ایجادی  جامعه‌شناس و پژوهشگر ایرانی ساکن فرانسه است. وی استاد مدعو (پاره وقت) دانشگاه در زمینه‌ی جامعه‌شناسی و کارشناسی محیط زیست و زیست‌بوم است و در رشته‌های جامعه‌شناسی، جامعه‌شناسی صنعتی و کار، نظام‌های مدیریتی و سازمانی و اقتصاد پایدار تدریس میکند. وی در دانشگاه پاریس، دانشگاه پاریس ۱۳ و دانشگاه کِنَم و دانشگاه اکول سانترال پاریس به طور پاره وقت تدریس میکند.

## فعالیت‌ها
وی در عرصه‌ی سیاسی از کنشگران حقوق بشر است؛ که در حوزه‌هایی همچون سکولاریسم، لائیسیته و دموکراسی و جنبش زیست‌بوم فعالیت و از آنها دفاع می‌کند.وی همچنین در نوشته‌های خود اسلام و شیعه‌گری و آخوندیسم و قرآن و روشنفکری دینی را نقد میکند.

## آثار
- نواندیشان دینی، روشنگری یا تاریک‌اندیشی(نشر مهری)[۵]
- جامعه شناسی آسیب‌ها و دگرگونی‌های جامعه ایران(نشر مهری)
- بررسی تاریخی، هرمنوتیک و جامعه‌شناختی قرآن[۵]
- بحران بزرگ زیستبوم جهان و ایران (انتشارات فروغ)
- اندیشه‌ورزی‌ها در باره جامعه شناسی، فلسفه، زیستبومگرایی، اقتصاد، فرهنگ، دین، سیاست(نشر مهری)